# Polypodium otites
Polypodium otites är en stensöteväxtart som beskrevs av Carolus Linnaeus. Polypodium otites ingår i släktet Polypodium och familjen Polypodiaceae. Inga underarter finns listade.